# فارون كابور
فارون كابور ممثل هندي من مواليد 28 أغسطس سنة 1987، شارك في بعض المسلسلات التي لقيت نجاحا نسبيا في الهند، وقامت مجموعة من القنوات التلفزية على غرار إم بي سي بوليود بترجمتها، من أهم أعماله مسلسل سحر الأسمر بدور داني فياس، ومسلسل ومن الحب ما قتل بدور سانسكار ماهيشواري.

## أعماله الفنية
| السنة         | المسلسل                         | الدور                |
| ------------- | ------------------------------- | -------------------- |
| 2008          | Kis Desh Mein Hai Meraa Dil     | فارون                |
| 2008/2009     | Tujh Sang Preet Lagai Sajna     | نيل                  |
| 2009/2010     | Bayttaab Dil Kee Tamanna Hai    | فارون ميهرا          |
| 2010          | Na Aana Is Des Laado            | شوريا                |
| 2012          | Humse Hai Life                  | كابير لازاروس        |
| 2014          | Maharakshak Devi                | ماهيش                |
| 2013/2014     | سحر الأسمر                      | داني فياس            |
| 2015/2016     | ومن الحب ما قتل                 | سانسكار ماهيشواري    |
| 2017 إلى الآن | Savitri Devi College & Hospital | فير مالهوترا (دكتور) |

## الجوائز
فاز بجائزة أفضل ممثل عن دور سانسكار ماهيشواري، وأفضل ثنائي مع هيلي شاه عن دورهما سوارا وسانسكار عن نفس المسلسل

## روابط خارجية
- فارون كابور على موقع IMDb (الإنجليزية)